# Friedrich-Franz Wiese
Friedrich-Franz Wiese (* 29. Juni 1929 in Rostock; † 5. Oktober 2009 in Ludwigshafen am Rhein) war ein deutscher Politiker (LDP) in der Sowjetischen Besatzungszone (SBZ), Gulag-Häftling in der Sowjetunion, Chemiker sowie Bundesverdienstkreuzträger.

## Leben
Wiese besuchte gemeinsam mit Bernhard Korupp das Friedrich-Franz-Gymnasium in Parchim und legte dort 1947 das Abitur ab. Danach studierte er von 1947 bis 1949 an der Universität Rostock Chemie und wurde Mitglied der LDP. Am 18. Oktober 1949 wurde er mit Arno Esch und 12 weiteren jungen LDP-Mitgliedern aus Mecklenburg von der Stasi-Vorläuferorganisation verhaftet. Sie wurden im Juli 1950 im Schweriner Landesgefängnis von einem Sowjetischen Militärtribunal wegen Spionage und Bildung einer konterrevolutionären Organisation gemäß Artikel 58 des Strafgesetzbuches der RSFSR angeklagt. Wiese wurde zu 25 Jahren Zwangsarbeit verurteilt. Andere Mitglieder der Gruppe wurden zum Tod durch Erschießen verurteilt, nach Moskau deportiert und im Lefortowo-Gefängnis durch Genickschuss exekutiert. Wieses Urteil wurde am 22./23. November 1950 überprüft und ein Sowjetisches Militärtribunal verurteilte Wiese zum Tod durch Erschießen. Ende Januar 1951 wurde Wiese in die Sowjetunion deportiert und verbrachte fünf Monate in einer Todeszelle im Lefortowo-Gefängnis. Am 20. Juli 1951 revidierte das Oberste Gericht der UdSSR das Urteil in 25 Jahre Lagerhaft. Er wurde bis 1955 als Gulag-Häftling gefangengehalten unter anderem in zwei Sonderlagern des MWD: Sonderlager Nr. 7 alias OserLag (dt. Seelager) und Nr. 10 alias KamyschLag (dt. Schilflager).
Im Dezember 1955 wurde er in die Bundesrepublik Deutschland entlassen. Er setzte sein Chemiestudium fort und wurde 1963 an der Universität Bonn mit seiner Dissertation Neue Synthesen von Thiollactonen und Dihydrothiapyranen zum Dr. promoviert. Von 1965 bis zur Frühpensionierung aus gesundheitlichen Gründen 1990 arbeitete er als Chemiker bei der BASF. 1991 wurde Wiese rehabilitiert. Im Jahr 2005 wurde Wiese mit dem Bundesverdienstkreuz am Bande geehrt. Der Verband Ehemaliger Rostocker Studenten (VERS) hatte ihn für diese Ehrung vorgeschlagen, um sein Engagement zu würdigen, über viele Jahre unbekannt gebliebene Schicksale aufzuklären und die Erinnerung an die kommunistischen Verbrechen wach zu halten.

## Schriften
- mit Horst Köpke: Mein Vaterland ist die Freiheit: Das Schicksal des Studenten Arno Esch. Hinstorff, Rostock 1990, ISBN 3-356-00373-9
- Zum Tode verurteilt! Überleben im GULag. ß-Verlag & Medien GbR, Rostock 2009, ISBN 978-3-940835-18-5